# Dendrocalamus somdevae
Dendrocalamus somdevae är en gräsart som beskrevs av H.B. Naithani. Dendrocalamus somdevae ingår i släktet Dendrocalamus och familjen gräs.
Artens utbredningsområde är Uttaranchal. Inga underarter finns listade i Catalogue of Life.